# Liste der Bodendenkmäler in Illesheim
Auf dieser Seite sind die Bodendenkmäler in der mittelfränkischen Gemeinde Illesheim zusammengestellt. Diese Tabelle ist eine Teilliste der Liste der Bodendenkmäler in Bayern. Grundlage ist die Bayerische Denkmalliste, die auf Basis des Bayerischen Denkmalschutzgesetzes vom 1. Oktober 1973 erstmals erstellt wurde und seither durch das Bayerische Landesamt für Denkmalpflege geführt wird. Die folgenden Angaben ersetzen nicht die rechtsverbindliche Auskunft der Denkmalschutzbehörde.

## Bodendenkmäler in Illesheim
| Lage       | Objekt                                                                                           | Akten-Nr.     | Bild |
| ---------- | ------------------------------------------------------------------------------------------------ | ------------- | ---- |
| (Standort) | Burgstall des Mittelalters.                                                                      | D-5-6528-0034 |      |
| (Standort) | Grabhügel vorgeschichtlicher Zeitstellung.                                                       | D-5-6528-0042 |      |
| (Standort) | Siedlung des Neolithikums und der Latènezeit.                                                    | D-5-6528-0045 |      |
| (Standort) | Siedlung vorgeschichtlicher Zeitstellung.                                                        | D-5-6528-0046 |      |
| (Standort) | Siedlung vorgeschichtlicher Zeitstellung.                                                        | D-5-6528-0047 |      |
| (Standort) | Siedlung vorgeschichtlicher Zeitstellung, des Neolithikums, der jüngeren Latènezeit              | D-5-6528-0049 |      |
| (Standort) | Siedlung vorgeschichtlicher Zeitstellung und des Neolithikums.                                   | D-5-6528-0052 |      |
| (Standort) | Siedlung vorgeschichtlicher Zeitstellung und des Neolithikums.                                   | D-5-6528-0053 |      |
| (Standort) | Siedlung des Neolithikums, der Latènezeit und der späten römischen Kaiserzeit.                   | D-5-6528-0054 |      |
| (Standort) | Freilandstation des Mesolithikums sowie Siedlung vorgeschichtlicher Zeitstellung                 | D-5-6528-0056 |      |
| (Standort) | Siedlung vorgeschichtlicher Zeitstellung sowie der Urnenfelder- und Latènezeit.                  | D-5-6528-0057 |      |
| (Standort) | Siedlung vorgeschichtlicher Zeitstellung sowie der Latènezeit.                                   | D-5-6528-0058 |      |
| (Standort) | Siedlung vorgeschichtlicher Zeitstellung.                                                        | D-5-6528-0059 |      |
| (Standort) | Siedlung vorgeschichtlicher Zeitstellung.                                                        | D-5-6528-0060 |      |
| (Standort) | Freilandstation des Mesolithikums und Siedlung des Neolithikums.                                 | D-5-6528-0062 |      |
| (Standort) | Bestattungsplatz der Merowingerzeit.                                                             | D-5-6528-0063 |      |
| (Standort) | Siedlung vorgeschichtlicher Zeitstellung.                                                        | D-5-6528-0065 |      |
| (Standort) | Siedlung vorgeschichtlicher Zeitstellung und der Urnenfelderzeit, Wüstung des Mittelalters.      | D-5-6528-0127 |      |
| (Standort) | Siedlung des Neolithikums und der Bronzezeit.                                                    | D-5-6528-0166 |      |
| (Standort) | Siedlung vorgeschichtlicher Zeitstellung und des Frühmittelalters.                               | D-5-6528-0182 |      |
| (Standort) | Siedlung vor- und frühgeschichtlicher Zeitstellung und des Neolithikums.                         | D-5-6528-0206 |      |
| (Standort) | Wüstung des Hoch- und Spätmittelalters.                                                          | D-5-6528-0208 |      |
| (Standort) | Siedlung vorgeschichtlicher Zeitstellung, der Spätlatènezeit sowie des Hoch- und                 | D-5-6528-0209 |      |
| (Standort) | Siedlung vorgeschichtlicher Zeitstellung.                                                        | D-5-6528-0210 |      |
| (Standort) | Freilandstation des Mesolithikums und Siedlung vorgeschichtlicher Zeitstellung.                  | D-5-6528-0219 |      |
| (Standort) | Mittelalterliche und frühneuzeitliche Befunde im Bereich der Evang.-Luth. Pfarrkirche            | D-5-6528-0248 |      |
| (Standort) | Mittelalterliche und frühneuzeitliche Befunde                                                    | D-5-6528-0249 |      |
| (Standort) | Burgstall des Mittelalters.                                                                      | D-5-6528-0250 |      |
| (Standort) | Mittelalterliche und frühneuzeitliche Befunde im Bereich der Evang.-Luth. Pfarrkirche            | D-5-6528-0256 |      |
| (Standort) | Hoch- und spätmittelalterliche sowie frühneuzeitliche Befunde im Bereich der Evang.-Luth. Kirche | D-5-6528-0258 |      |
| (Standort) | Steinbruch der frühen Neuzeit.                                                                   | D-5-6528-0295 |      |